# Кушніренко Павло Сильвестрович
Павло́ Сильве́стрович Кушніренко (1893 Валегоцулове — † 3 листопада 1937, Сандармох) — український військовик, старшина Армії УНР.
Жертва сталінського терору.

## Біографія
Народився в с. Валегоцулове  Херсонської губернії (нині територія Одеської області), українець.
Закінчив Одеську військову школу, колишній офіцер армії УНР, позапартійний, викладач сільськогосподарського технікуму, потім декан колгоспного інституту. 
Проживав у місті Зінов’євськ (тепер Кропивницький). Притягувався у сфабрикованій справі «Трудової селянської партії». 1931 окупаційними органами НКВД звинувачений в участі в контрреволюційній організації.
Засуджений Колегією ОГПУ 11 березня 1933 р. на 10 років ГУЛАГу. Перебував на Соловках, перетворених комуністами на базовий політичний концтабір. 
Постановою окремої трійки Управління НКВД СРСР по Ленінградській області від 9 жовтня 1937 року дістав найвищу кару (розстріл). Вивезений з островів з великим етапом в'язнів Соловецької тюрми і страчений 3 листопада 1937 р. в урочищі Сандармох, що лежить поблизу Повенецької затоки Онезького озера, більш як за 15 км від робітничого селища Медвежа Гора (нині Медвеж'єгорськ, Республіка Карелія, РФ).
Реабілітований Кіровоградським облсудом (02.07.1969).